# Dane Scarlett
Dane Pharrell Scarlett (Hillingdon, 24 maart 2004) is een Engels voetballer die onder contract ligt bij Tottenham Hotspur.

## Clubcarrière
Scarlett is een jeugdproduct van Tottenham Hotspur. Op 26 november 2020 maakte hij zijn officiële debuut in het eerste elftal van de club: in de Europa League-groepswedstrijd tegen PFK Ludogorets (4-0-winst) viel hij in de 82e minuut in voor Lucas Moura. Ook zijn tweede officiële wedstrijd voor Tottenham was in de Europa League: in de terugwedstrijd van de zestiende finale tegen Wolfsberger AC (4-0-winst) viel hij in de 81e minuut in voor Dele Alli. Een paar minuten na zijn invalbeurt leverde hij de assist voor de 4-0 van Carlos Vinícius. Op 7 februari 2021 maakte hij zijn debuut in de Premier League: tegen West Bromwich Albion (2-0-winst) viel hij in de blessuretijd in voor Son Heung-min.

## Clubstatistieken
| Seizoen         | Club              | Land              | Competitie      | Competitie | Competitie | Beker | Beker | Supercup | Supercup | Europees | Europees | Totaal | Totaal |
| Seizoen         | Club              | Land              | Competitie      | Wed.       | Dlp.       | Wed.  | Dlp.  | Wed.     | Dlp.     | Wed.     | Dlp.     | Wed.   | Dlp.   |
| --------------- | ----------------- | ----------------- | --------------- | ---------- | ---------- | ----- | ----- | -------- | -------- | -------- | -------- | ------ | ------ |
| 2020/21         | Tottenham Hotspur | Vlag van Engeland | Premier League  | 1          | 0          | 0     | 0     | —        | —        | 2        | 0        | 3      | 0      |
| Carrière totaal | Carrière totaal   | Carrière totaal   | Carrière totaal | 1          | 0          | 0     | 0     | 0        | 0        | 2        | 0        | 3      | 0      |

Bijgewerkt op 22 april 2021.